# Hydriomena furtivata
Hydriomena furtivata är en fjärilsart som beskrevs av Mcdunnough 1939. Hydriomena furtivata ingår i släktet Hydriomena och familjen mätare. Inga underarter finns listade i Catalogue of Life.